# John A. Wickham Jr.

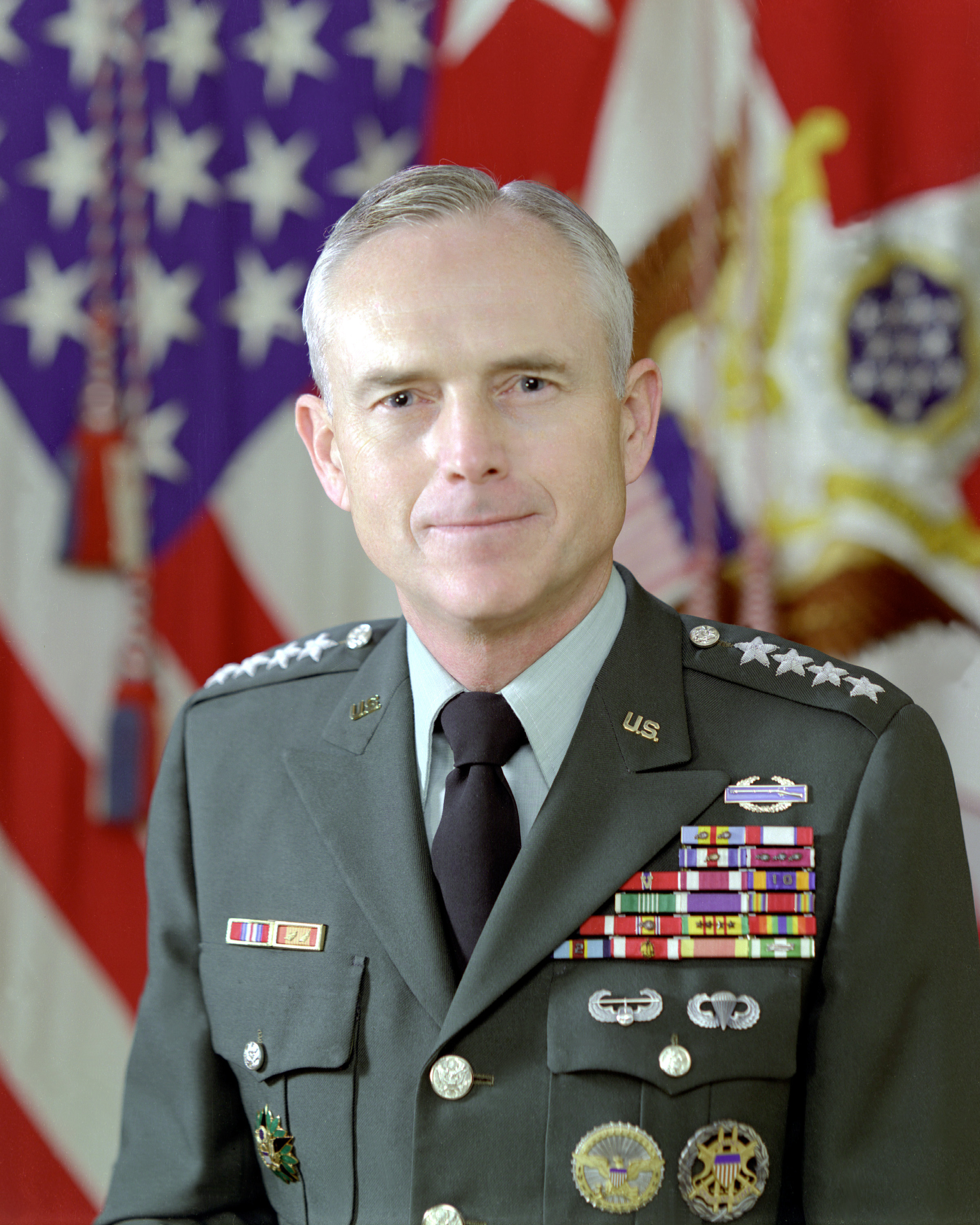
General John Adams Wickham Jr.

John Adams Wickham Jr. (* 25. Juni 1928 in Dobbs Ferry, New York; † 11. Mai 2024 in Oro Valley, Arizona) war ein US-amerikanischer General der US Army und Chief of Staff of the Army.

## Biografie
Nach dem Schulbesuch trat er in die US Army ein und war 1950 Absolvent der US Military Academy in West Point. Nach einem Studium der Fächer Wirtschaft und Verwaltung an der Harvard University, das er mit einem Master of Arts (M.A. Economics & Government) abschloss, war er von 1956 bis 1960 Lehrer an der US Military Academy in West Point. 1967 war er darüber hinaus Absolvent des National War College in Fort Lesley J. McNair.
1982 wurde er als General Stellvertretender Generalstabschef des Heeres (Vice Chief of Staff of the Army). Zuletzt war General Wickham vom 23. Juli 1983 bis zum 23. Juni 1987 Chef des Generalstabes des Heeres (US Army Chief of Staff).
John Wickham engagierte sich auch im Council on Foreign Relations. Er war nach seiner militärischen Laufbahn zudem kommunalpolitisch tätig und fungierte als Präsident des Stadtrates von Sun City in Arizona.

## Auszeichnungen
Auswahl der Dekorationen, sortiert in Anlehnung der Order of Precedence of the Military Awards:
- Defense Distinguished Service Medal (3 ×)
- Army Distinguished Service Medal
- Navy Distinguished Service Medal
- Air Force Distinguished Service Medal
- Silver Star (2 ×)
- Legion of Merit (4 ×)
- Bronze Star
- Purple Heart
- Meritorious Service Medal
- Air Medal (11 ×)
- Army Commendation Medal
- Vietnam Service Medal